# Mouche des narcisses
Merodon equestris
Espèce
Synonymes
- Eristalis narcissi Fabricius, 1805
- Merodon narcissi (Fabricius, 1805)
- Merodon transversalis Meigen, 1822
- Merodon validus Wiedemann, 1822
- Syrphus equestris Fabricius, 1794

La mouche des narcisses (Merodon equestris) est une espèce d'insectes diptères de la famille des Syrphidae originaire d'Europe. Comme d'autres syrphes, elle affiche une coloration semblable à celle d'un insecte piqueur (un bourdon dans ce cas) comme mécanisme de défense (mimétisme).

## Répartition
C'est une espèce européenne qui semble avoir été introduite en Amérique du Nord.

## Alimentation
L'adulte se nourrit du pollen et du nectar des fleurs de Lys et de Narcisses.
Les larves parasitent les bulbes de ces fleurs sur lesquels elles peuvent provoquer de graves dégâts. Ce comportement ne se retrouve pas chez la plupart des autres membres de la famille, dont les larves se nourrissent de pucerons.

## Caractéristiques physiques
Elle mesure en moyenne 12 millimètres de longueur et est de couleur orange, noir et jaune.
Les jambes de cette espèce sont toujours noires. Le dessin des nervures des ailes peut être utilisé pour identifier les espèces.
Cette mouche imite les caractéristiques du bourdon, tant par la coloration que par la carapace velue. Cela peut être trompeur pour les oiseaux et autres animaux qui peuvent essayer de la manger ou d'interférer avec son alimentation.

## Dimorphisme sexuel
Mâles et femelles affichent un dimorphisme corporel fréquent chez les syrphes. Cela est évident la plupart du temps au niveau des yeux, ceux des mâles étant plus grands et se touchant presque au sommet de la tête. Les femelles ont des yeux plus petits et plus écartés.
Les organes génitaux des deux sexes diffèrent aussi. Les femelles ont un abdomen pointu avec des organes génitaux discrets alors que les mâles ont des organes génitaux courbes et asymétriques.

## Galerie

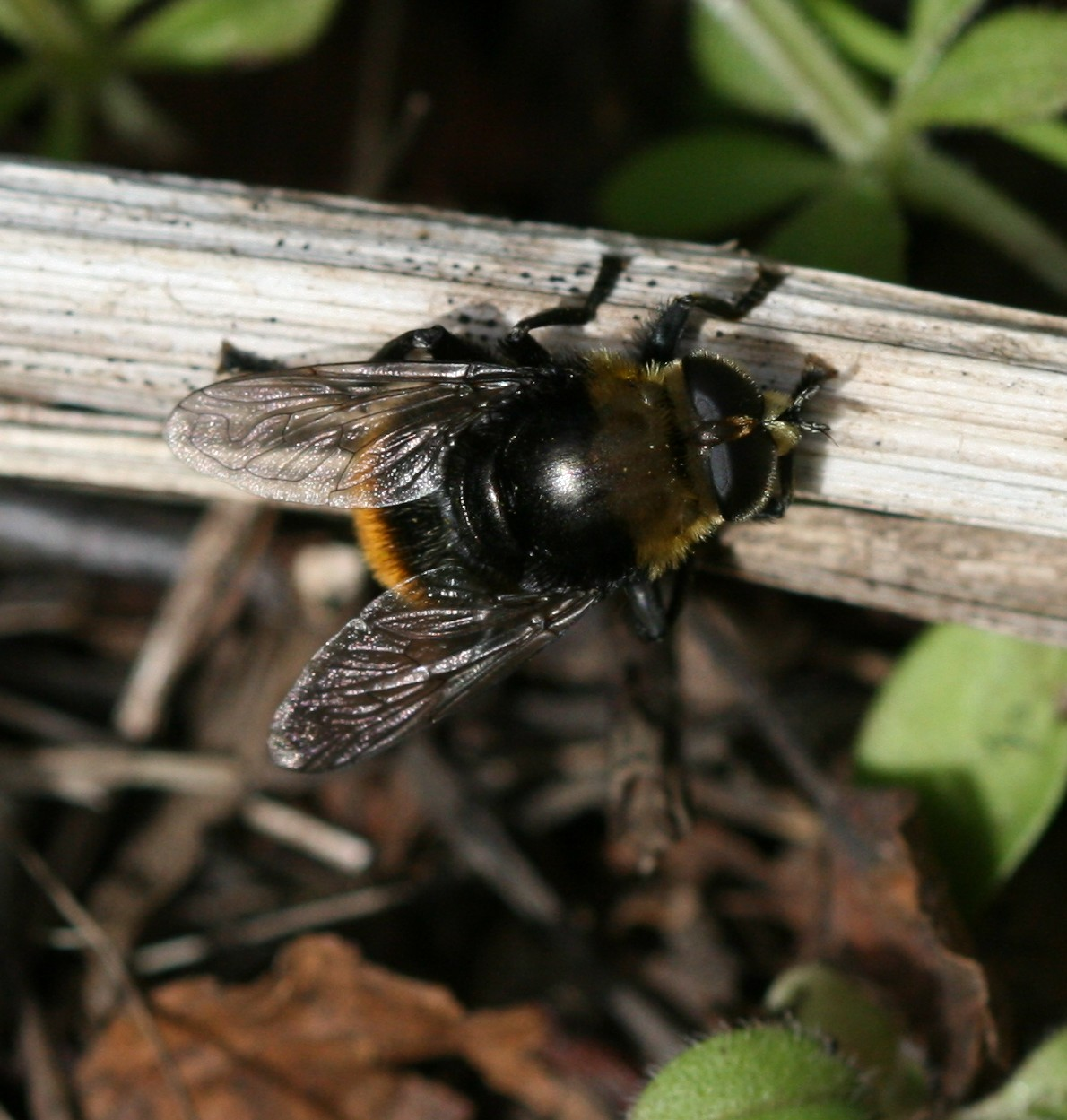
Femelle

- (en) Cet article est partiellement ou en totalité issu de l’article de Wikipédia en anglais intitulé « Merodon equestris » (voir la liste des auteurs).